# Skip the Use
Skip the Use ist eine französische Rock-Band, die in englischer Sprache singt und ursprünglich aus Ronchin stammt. Die Gruppe wurde im Jahr 2008 gegründet und im Jahr 2016 aufgelöst, bevor sie im Jahr 2018 mit neuen Mitgliedern wieder erstand.

## Bandgeschichte

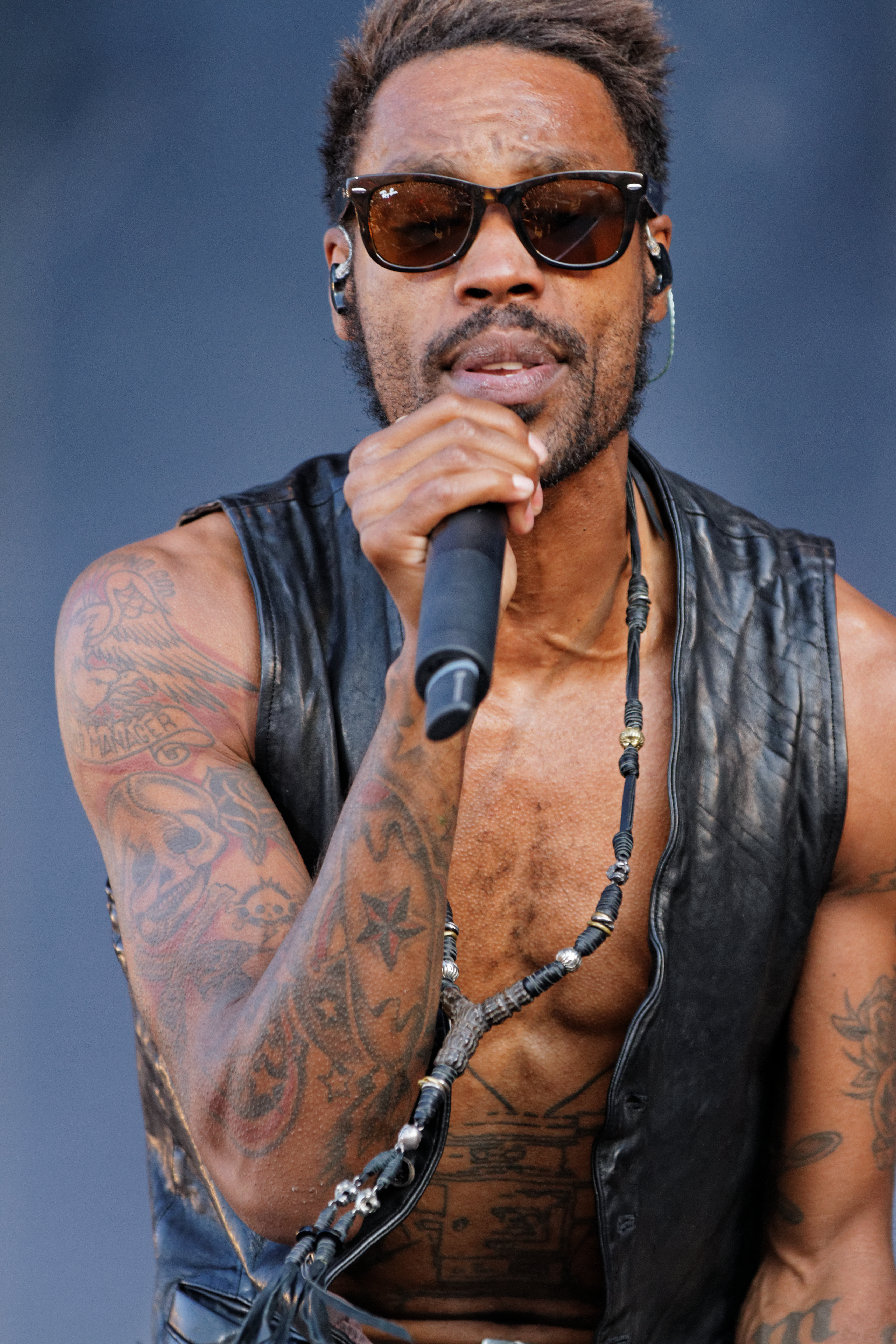
Mat Bastard

Zuerst spielten die Mitglieder in der Punkband Carving, bevor sie ihren Namen in Skip the Use umänderten und ihr selbstbetiteltes Album beim Label CALYSTA produzieren ließen. Vertrieben wurde es von NPE. Zur Promotion des Albums traten sie unter anderem beim Bourges Spring-Festival, dem Main Square Festival sowie 2010 und 2011 den Solidays auf.
Im Februar 2011 gab die Band neue Live-Termine bekannt und drehte ein neues Musikvideo für Give Me Your Life. Nach einer zweimonatigen Pause veröffentlichte sie im September 2011 bei ihrem neuen Label Polydor die EP Sound from the Shadow in digitaler Form, in realem Format an den Verkaufsständen ihrer Konzerte enthält diese weitere fünf unveröffentlichte Songs, darunter ein Cover von Song 2 der englischen Band Blur. Im Januar 2012 wurde die Gruppe als Beste Live-Band bei den Victoires de la Musique nominiert und nahm auch ihre neue Single Ghost bei Taratata mit einem Kinder-Chor auf. Im Februar 2013 gewann die Gruppe den Preis für das beste Rockalbum bei den Victories of Music.
Ihr zweites Album Can Be Late wurde am 6. Februar 2012 veröffentlicht. Eine erste Ausgabe enthält das Album allein, während die limitierte Version eine zweite CD mit Live-Aufnahmen beinhaltet.
Nach einer langen Tournee in zwei Jahren veröffentlichte Skip the Use am 24. Februar 2014 das Album Little Armageddon mit der Single Nameless World. Das dazugehörige Musikvideo ist in Form eines animierten Kurzfilms von Arthur de Pins.
Die zwölf Titel des Albums wurden von Mat Bastard geschrieben und komponiert. Als Produzenten fungierten Dimitri Tikovo und Adrian Bushby. Im Februar 2015 wurde das Album Little Armageddon für die Victories of Music 2015 in der Kategorie „Best Rock Album“ nominiert.
Im April 2016 veröffentlichte die Band im Rahmen der Fußball-Europameisterschaft 2016 für die französische Mannschaft das Cover I Was Made for Lovin’ You, ursprünglich von der Band Kiss.
Am 11. November 2016 gab Mat Bastard im Interview mit der La Voix du Nord das Ende der Band aufgrund seiner Solokarriere bekannt. 2017 startet Mat Bastard eine Solokarriere mit dem ersten Track More Than Friends.
Im Mai 2018 gab Mat Bastard, in einem Interview mit Ouest-France, die Zusammenarbeit mit Yan Stefani auf einem neuen Album bekannt. Die Band wurde mit Mat Bastard (Sänger) und Yan Stefani (Gitarrist) neu gegründet, unterstützt von Enzo Gabert (Schlagzeug) und Nelson Martins (Bass). Im September 2019 erschien das Musikvideo zu Damn Cool vom Album Past & Future.

## Diskografie

### Alben
| Jahr | Titel                  | Höchstplatzierung, Gesamtwochen, AuszeichnungChartplatzierungen (Jahr, Titel, Platzierungen, Wochen, Auszeichnungen, Anmerkungen) | Höchstplatzierung, Gesamtwochen, AuszeichnungChartplatzierungen (Jahr, Titel, Platzierungen, Wochen, Auszeichnungen, Anmerkungen) | Anmerkungen                                                                            |
| Jahr | Titel                  | FR | BEW | Anmerkungen                                                                            |
| ---- | ---------------------- | --- | --- | -------------------------------------------------------------------------------------- |
| 2009 | Skip the Use           | — | — | Erstveröffentlichung: 5. Oktober 2009 Label: CALYSTA music / NPE                       |
| 2011 | Sound from the Shadow  | FR197 (1 Wo.)FR | — | Erstveröffentlichung: Oktober 2011 EP Label: Polydor / Universal Music Group           |
| 2012 | Can Be Late            | FR35 Platin · (87 Wo.)FR | BEW80 (17 Wo.)BEW | Erstveröffentlichung: 6. Februar 2012 Label: Polydor / Universal Music Group           |
| 2014 | Little Armageddon      | FR8 Gold · (38 Wo.)FR | BEW17 (14 Wo.)BEW | Erstveröffentlichung: 24. Februar 2014 Label: Polydor / Universal Music Group          |
| 2015 | Little Armageddon Tour | FR62 (2 Wo.)FR | — | Erstveröffentlichung: 9. Februar 2015 Livealbum Label: Polydor / Universal Music Group |
| 2019 | Past & Future          | FR57 (2 Wo.)FR | — | Erstveröffentlichung: 18. Oktober 2019 Label: Polydor / Universal Music Group          |
| 2022 | Human Disorder         | FR87 (1 Wo.)FR | — | Erstveröffentlichung: 25. März 2022 Label: MCA / E47 Records                           |

### Singles
| Jahr | Titel Album                                 | Höchstplatzierung, Gesamtwochen, AuszeichnungChartplatzierungen (Jahr, Titel, Album, Platzierungen, Wochen, Auszeichnungen, Anmerkungen) | Höchstplatzierung, Gesamtwochen, AuszeichnungChartplatzierungen (Jahr, Titel, Album, Platzierungen, Wochen, Auszeichnungen, Anmerkungen) | Anmerkungen                              |
| Jahr | Titel Album                                 | FR | BEW | Anmerkungen                              |
| ---- | ------------------------------------------- | --- | --- | ---------------------------------------- |
| 2011 | Give Me Your Life Can Be Late               | FR173 (1 Wo.)FR | — | Erstveröffentlichung: 23. Mai 2011       |
| 2012 | Ghost Can Be Late                           | FR24 Platin · (72 Wo.)FR | BEW46 (1 Wo.)BEW | Erstveröffentlichung: 30. Januar 2012    |
| 2012 | Cup of Coffee Can Be Late                   | FR72 (16 Wo.)FR | — | Erstveröffentlichung: 24. September 2012 |
| 2013 | Nameless World Little Armageddon            | FR42 (21 Wo.)FR | — | Erstveröffentlichung: 18. November 2013  |
| 2014 | The Story of Gods and Men Little Armageddon | FR137 (14 Wo.)FR | — | Erstveröffentlichung: 10. März 2014      |

## Auszeichnungen für Musikverkäufe
| Goldene Schallplatte - Brasilien - 2024: für die Single Nameless World |

Anmerkung: Auszeichnungen in Ländern aus den Charttabellen bzw. Chartboxen sind in ebendiesen zu finden.
| Land/RegionAuszeichnungen für Musikverkäufe (Land/Region, Auszeichnungen, Verkäufe, Quellen) | Gold     | Platin     | Verkäufe | Quellen             |
| -------------------------------------------------------------------------------------------- | -------- | ---------- | -------- | ------------------- |
| Brasilien (PMB)                                                                              | Gold1    | —          | 20.000   | pro-musicabr.org.br |
| Frankreich (SNEP)                                                                            | Gold1    | 2× Platin2 | 350.000  | snepmusique.com     |
| Insgesamt                                                                                    | 2× Gold2 | 2× Platin2 |          |                     |